# Iwaki
Iwaki (japanisch いわき市, -shi) ist eine Großstadt in der Präfektur Fukushima auf Honshū, der Hauptinsel von Japan.

## Geographie
Iwaki liegt ungefähr 200 km nordöstlich von Tokio an der Küste zum Pazifischen Ozean an der Mündung des gleichnamigen Flusses Iwaki gelegen.

## Geschichte
Iwaki gehörte zu einem Bereich von Orten, die mit der Entdeckung der Jōban-Kohlefelder 1883 zu Wohlstand gelangten. 1976 wurde der Abbau eingestellt. 
Iwaki entstand am 1. Oktober 1966 durch Zusammenschluss der Städte Uchigō (内郷市), Iwaki (磐城市), Jōban (常磐市), Nakoso (勿来市) und Taira (平市), sowie weiteren 4 Gemeinden und 5 Dörfern der Landkreise Iwaki und Futaba.

### Tōhoku-Erdbeben 2011

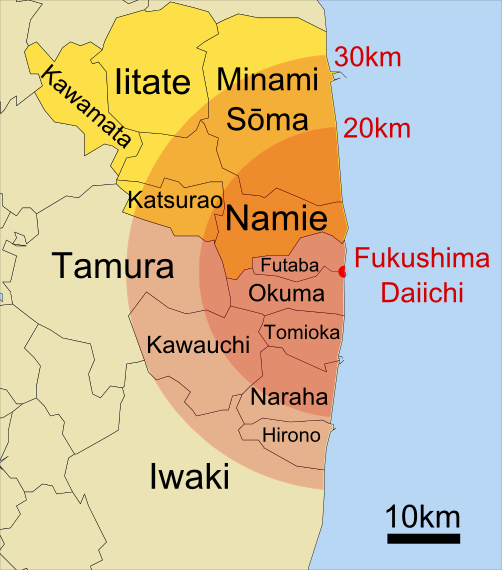
Lage von Iwaki, des Kernkraftwerks Fukushima Daiichi und der Langzeit-Evakuierungszonen

Am 11. März 2011 wurde die Stadt vom Tōhoku-Erdbeben und dem darauffolgenden Tsunami getroffen. Die Zahl der völlig zerstörten Wohngebäude wird auf 4644 und die der teilweise zerstörten auf 32.921 beziffert.
Die Brand- und Katastrophenschutzbehörde (Fire and Disaster Management Agency, FDMA) meldete in ihrem Schadensbericht vom 19. Mai 303 Tote und 82 Vermisste. Später erhöhte sich nach der Schadenserfassung die Zahl der gezählten Toten auf 436, während noch 37 Menschen vermisst wurden.
Als Gegenmaßnahme zur Nuklearkatastrophe wurde ein Sperrgebiet um das Kernkraftwerk Fukushima Daiichi in einem Umkreis von 20 km ausgewiesen. Es gab jedoch auch jenseits dieses 20-km-Radius viele andere Standorte mit hohen Strahlungswerten, da radioaktive Partikel über den Wind aus dem havarierten Kraftwerk fortgetragen wurden. Zu diesen Orten zählten 11 Dörfer und Städte, darunter Minamisōma, Naraha, Tomioka, Kawauchi, Ōkuma, Futaba, Namie, Katsurao, Iitate, Tamura und Kawamata. Diese Regionen wurden entsprechend ihrer radioaktiven Belastung nach der Erlassung der Evakuierungsanordnungen vom 7. Mai 2013 in folgende vier verschiedene Kategorien eingeteilt: Gebiete mit einer Strahlenbelastung von weniger als 20 mSv pro Jahr, die von der Regierung als Schwellenwert für eine dauerhafte Rückkehr behandelt wurde, bildeten die Kategorie 1. Gebiete dieser Kategorie 1 konnten die Einwohner nach eigenem Ermessen und ohne Einsatz von Schutzausrüstung betreten mit der einzigen Einschränkung, dass sie dort nicht übernachten durften. Diese Gebiete waren bereit für eine Aufhebung des Evakuierungsbefehls. In Gebieten mit einer Strahlenbelastung zwischen 20 und 50 mSv pro Jahr (Kategorie 2) war den Einwohnern ein dauerhafter Aufenthalt untersagt. Gebiete mit über 50 mSv pro Jahr (Kategorie 3) wurden als langfristig ungeeignet für eine Rückkehr der Einwohner angesehen. Einen Sonderstatus nahm ein viertes Evakuierungsgebiet ein.
Die Stadt Iwaki ist ein Beispiel für die Aufnahmegemeinden von Evakuierten, in denen die staatlichen Unterstützungsprogramme und Kompensationszahlungen von TEPCO von Konflikten zwischen Evakuierten und ihrer Aufnahmegemeinde begleitet waren. Bei Menschen in der Aufnahmegemeinschaft Iwaki, die selbst unter den Auswirkungen des Tsunamis und Erdbebens litten, ohne entschädigt worden zu sein, entwickelte sich eine missgünstige Einstellung zu den Evakuierten der Nuklearkatastrophe aus Futaba, die entschädigt worden waren. Die Stadt Iwaki, die neben den Folgen von Erdbeben und Tsunami auch die Last der Beherbung von rund 24.000 Evakuierten aus anderen betroffenen Gemeinden trug, bat die japanische Regierung um zusätzliche finanzielle Unterstützung zur Stärkung des öffentlichen Dienstes für die Evakuierten.

Galerie: Auswirkungen in Iwaki nach dem Erdbeben und Tsunami vom 11. März 2011:
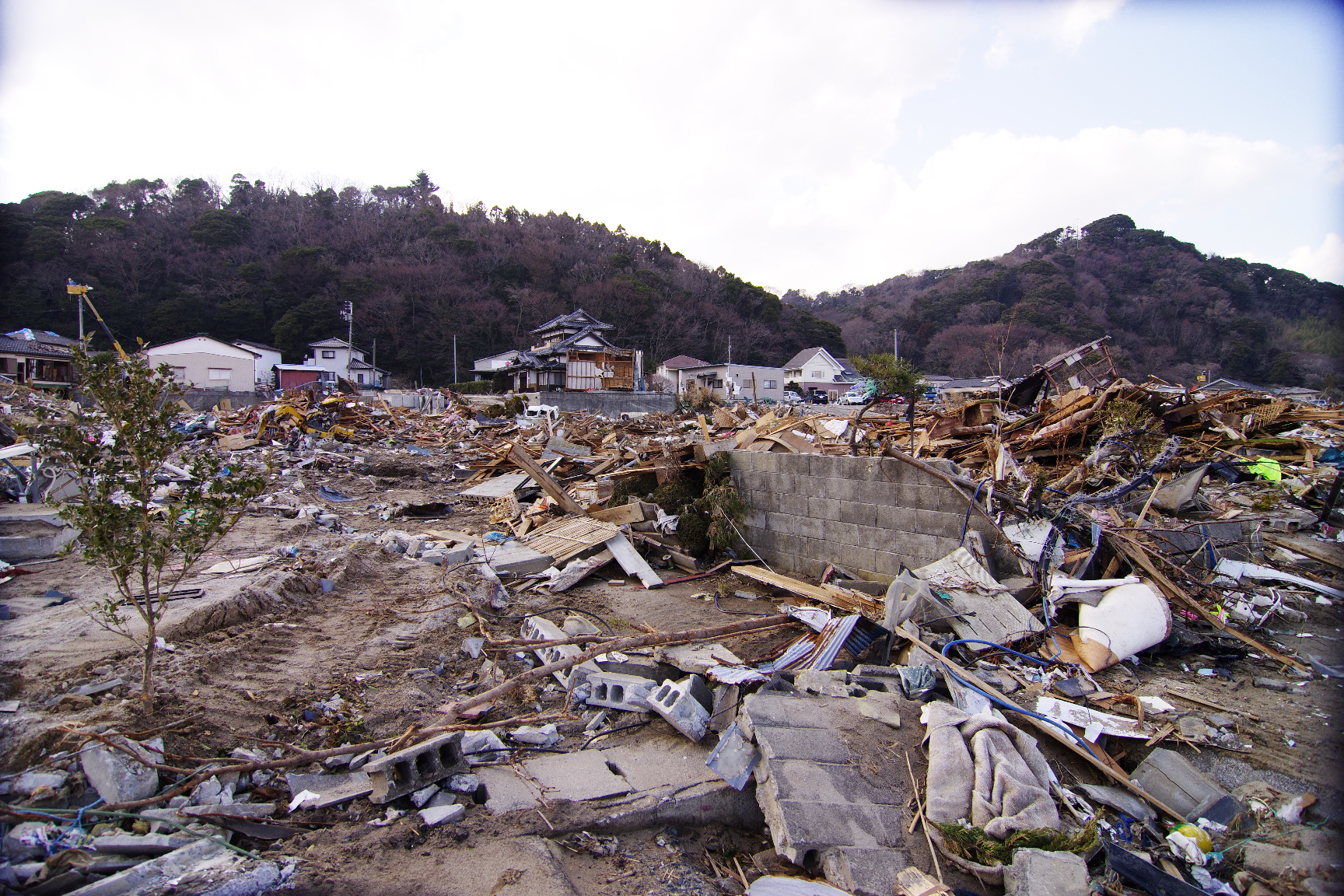
Zerstörungen nach dem Tsunami in Iwaki (Foto: 31. März 2011)
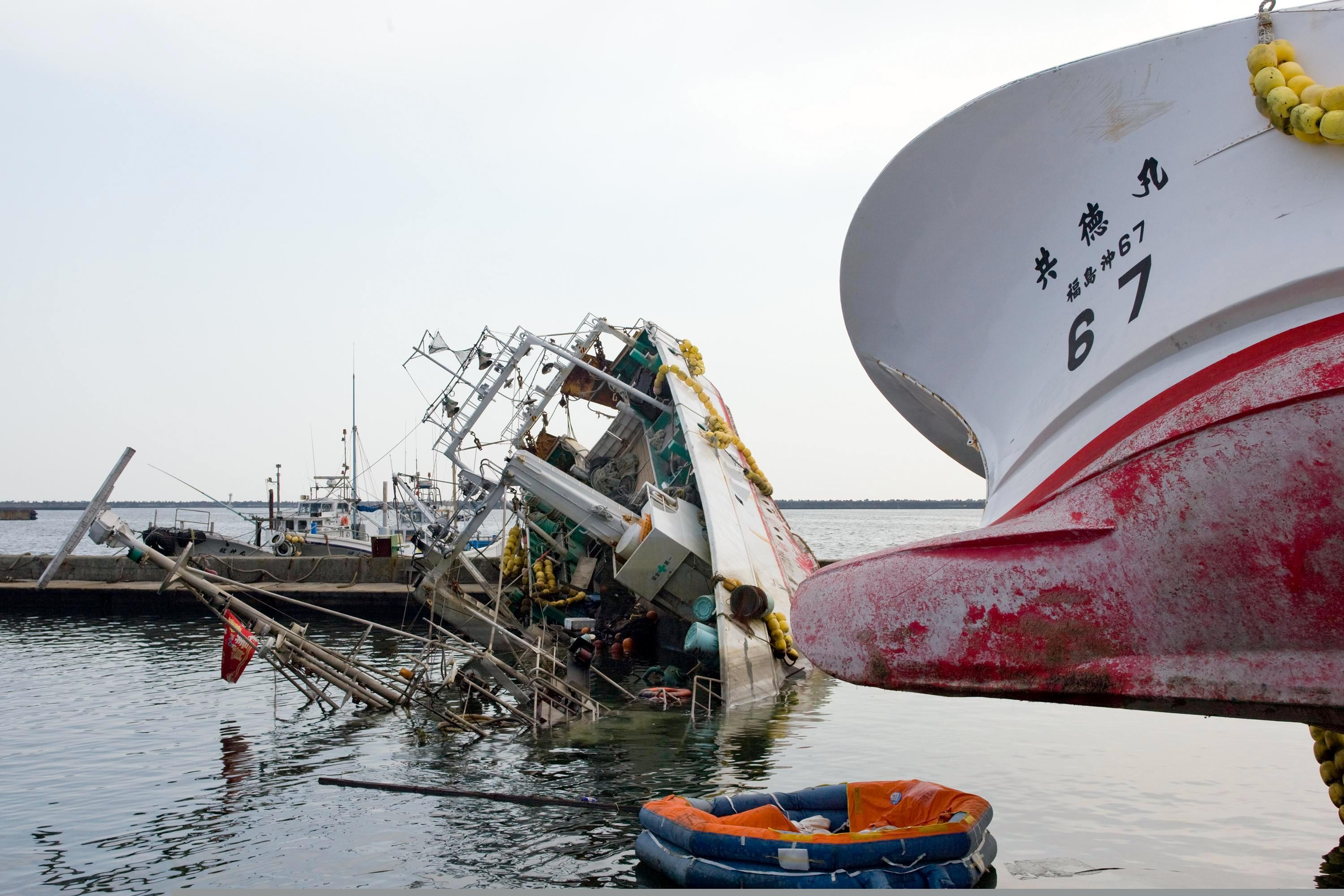
Zerstörungen im Hafen von Onahama (Foto: 29. März 2011)
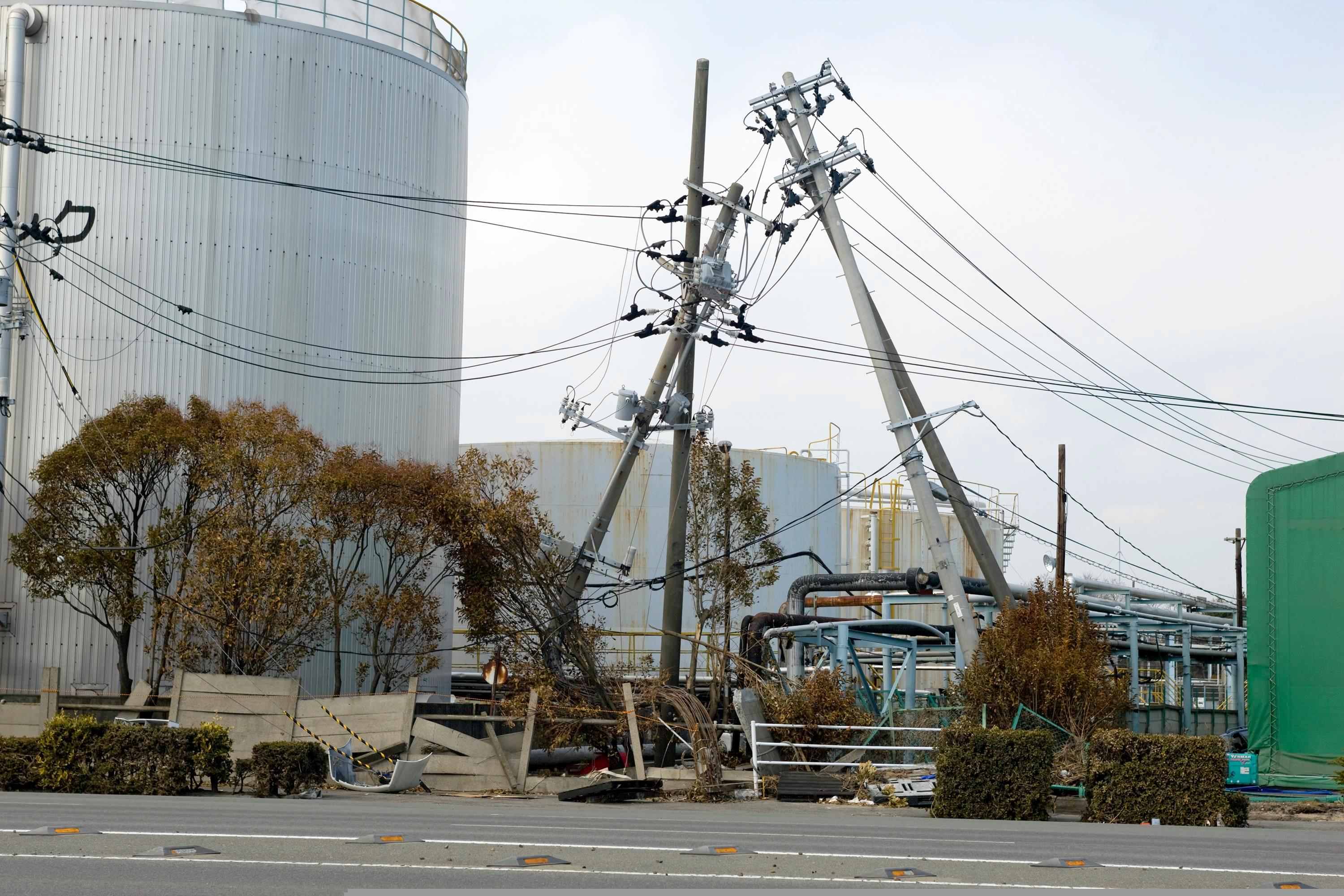
Gekippte Strommasten im Hafen von Onahama (Foto: 29. März 2011)
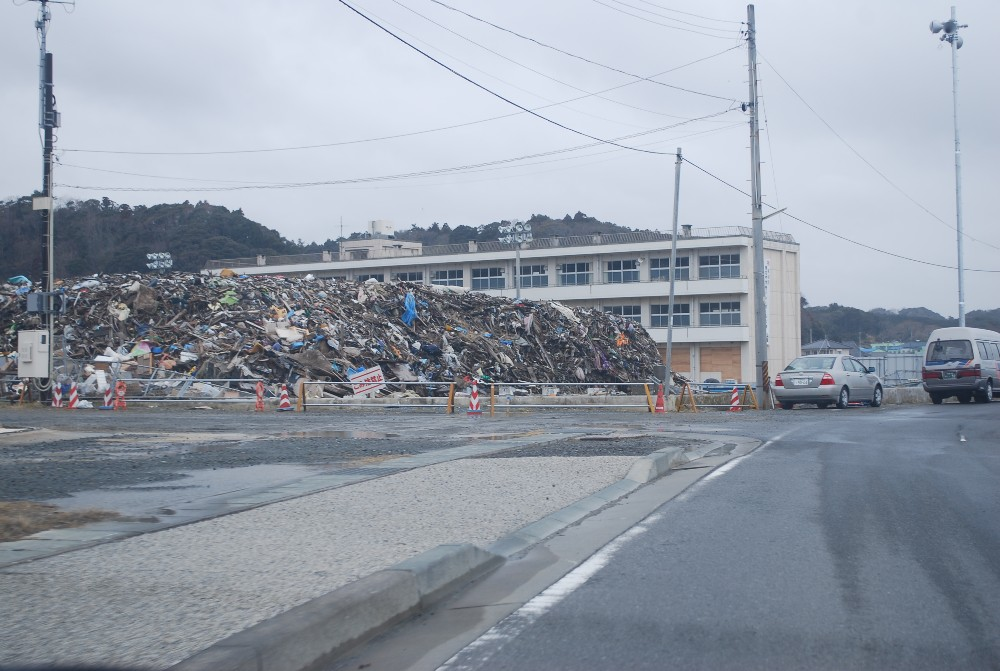
Tsunamitrümmer in Iwaki (Foto: 10. März 2012)

## Wirtschaft
Der Taira-Bereich ist das Handels-, Transport- und Verwaltungszentrum. Der Hafenbereich von Onahama ist das industrielle Zentrum von Iwaki. Alpine Electronics hat in Iwaki sein Entwicklungszentrum.
Zu den touristischen Attraktionen gehören die Überreste von „Nakoso no Seki“ (勿来関), eine mittelalterliche Grenzstation, die in der Literatur gefeiert wird sowie das Aquamarine Fukushima.

## Verkehr
- Straßen:
  - Jōban-Autobahn
  - Nationalstraße 6: nach Tōkyō bzw. Sendai
  - Nationalstraße 49: nach Niigata
- Zug:
  - JR Jōban-Linie: nach Ueno bzw. Sendai
  - JR Banetsu-Ostlinie: nach Kōriyama

## Angrenzende Städte und Gemeinden
- Tamura
- Kitaibaraki

## Söhne und Töchter der Stadt
- Ken’ichirō Kobayashi (* 1940), Dirigent und Komponist
- Mitsuhide Iwaki (* 1949), Politiker, 1990–1997 Bürgermeister der Stadt Iwaki
- Misaki Itō (* 1977), Schauspielerin
- Eigo Satō (1978–2013), Freestyle-Motocrosspilot
- Yōjirō Takahagi (* 1986), Fußballspieler
- Takuya Komine (* 1988), Fußballspieler
- Renji Matsui (* 2000), Fußballspieler

## Weblinks

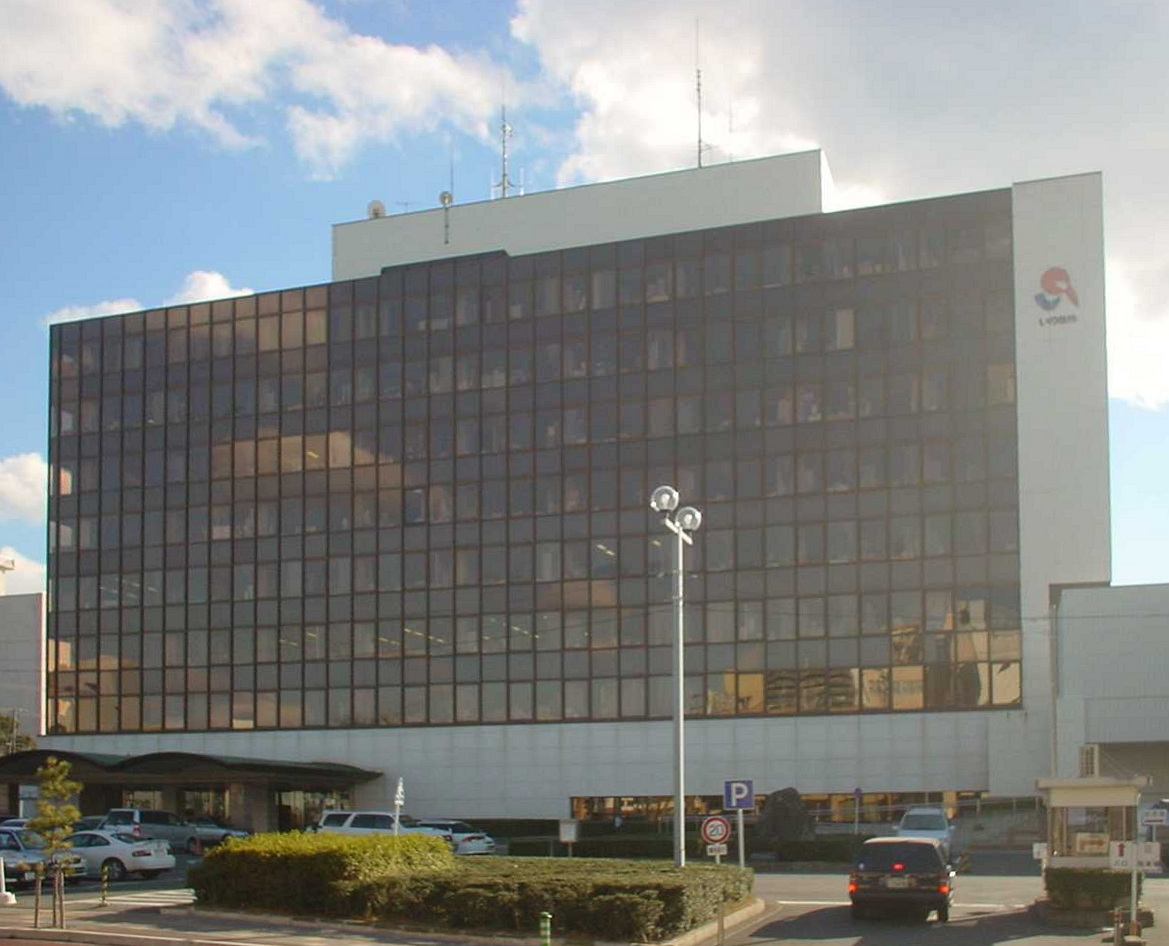
Rathaus von Iwaki